# Threes
Threes (eller 3s, på svenska Treor eller 3:or), ibland kallat Tripps eller Bender’s Delight, är ett hasardspel, som spelas med 5 tärningar.
Eftersom det inte behövs mycket tid eller utrustning för att spela detta spel, så har det blivit väldigt populärt inom illegala spel, som ofta organiseras och spelas i gränder eller vardagsrum. Det är framförallt stort i USA, och inte särskilt känt i Sverige.[källa behövs]

## Reglerna
Spelare samlas i en cirkel med fem tärningar. För att utse vem som ska börja får alla slå en tärning, och den som slår högst börjar (vid oavgjort slår de involverade om sina tärningar). 
Innan spelet börjar satsar alla en lika stor summa pengar, som läggs i mitten av cirkeln (oftast är satsningen liten), och spelarna turas sedan om, medurs, att kasta sina tärningar i syfte att få så låg tärningssumma som möjligt. Treor räknas som 0. När omgången är klar, vinner den som fick lägst poäng. Om det blir lika mellan två eller flera spelare, så måste dessa spelare satsa lika mycket som innan, och sedan spela om (inklusive att utse vem som börjar på samma sätt tidigare).
Den spelare som vinner en omgång tar pengarna i mitten och får börja nästa omgång.
En spelare slår alla fem tärningar och får välja att behålla eller slå om en eller flera tärningar. Dock måste spelaren behålla minst en tärning efter varje kast, och maximala antalet omkast är fem.
Bästa summan man kan få är 0, vilket man får om man slår , men om en spelare slår  (som kallas "shooting the moon", eller "skjuta månen" på svenska), så vinner den personen satsningen/omgången utan att turen går vidare.